# Aongstroemia lamyi
Aongstroemia lamyi är en bladmossart som beskrevs av Jean Nicolas Boulay 1872. Aongstroemia lamyi ingår i släktet Aongstroemia och familjen Dicranaceae. Inga underarter finns listade i Catalogue of Life.